# Symfonie nr. 4 (Nystroem)
Gösta Nystroem componeerde zijn Symfonie nr. 4 in 1951 en 1952. Het is zijn enige symfonie met een volgnummer en ook zijn minst succesvolle.

## Geschiedenis
Het schrijven van de compositie begon in 1951 in het Zweedse dorp Marstrand. Hij voltooide het werk op 29 januari 1952. Nystroem was altijd een bewonderaar van William Shakespeare en liet dat blijken door sommige werken te baseren op de werken van de Brit. Nystroem schreef bijvoorbeeld muziek op basis van The Tempest en De koopman van Venetië. Fragmenten en motieven uit deze vierde symfonie komen deels uit zijn Tempest en ook andere gedeelten verwijzen naar Shakespeare; de originele partituur gaf verwijzingen naar tekstfragmenten. De symfonie kreeg dan ook eerst als naam Sinfonia Shakspereana (ook Zweden kende spellingwijzigingen). Deze titel werd later geschrapt en het kreeg een volgnummer, maar de bijtitel is blijven voortleven. Tegenwoordig wordt deze als Sinfonia Shakespariana gespeld. De eerste uitvoering vond plaats op 4 november 1952 in Göteborg met het plaatselijk orkest onder leiding van Sixten Eckerberg.

## Muziek
De symfonie is geschreven in drie delen, die in de originele vorm elk verwijzingen bevatten naar de teksten van Shakespeare:
1. Lento – Allegro – Lento (8:21¹) verwijst naar de slotscène van The Tempest en Sonnet nr. 60;
2. Allegro scherzando (5:20) verwijst naar het lied van Ariel uit The Tempest;
3. Allegro (11:23) verwijst naar sonnet nr. 33.

- ¹De tijd van de delen wordt weergegeven om de verhoudingen aan te geven.

Nystroem was binnen de Zweedse muziekwereld een beetje een buitenbeentje. Hij was het vaak oneens met zijn leraren; zijn leraar Andreas Hallén noemde hij een pedant mannetje met de capaciteit elk nieuw initiatief op muziekgebied de grond in te boren. De symfonie doet dan ook erg on-Zweeds aan; een gelijkenis met Allan Pettersson, een uiterste binnen de Zweedse klassieke muziek. De symfonie doet eerder denken aan impressionistische muziek van de Franse componisten. Ragfijne fragmenten worden echter afgewisseld door vrije stevige muziek, waarbij het experiment niet wordt geschuwd. De twee terugkerende thema’s zijn een aantal maten in een huppelende beweging; de ander bestaat uit een doorlopende notenreeks afgerond met een afsluiting die bestaat uit een vrij lange noot, die het tempo er weer uit haalt.
De symfonie was in eerste instantie redelijk succesvol, maar men was er snel op uit gekeken. Er was volgens de critici te weinig structuur. Dit moet gezien worden in de ogen toen het serialisme hoogtijdagen kende. Ook vond men dat er te veel herhalingen van thema’s plaatsvond, maar dat is waarschijnlijk eveneens toe te wijzen aan de tijdgeest.

## Orkestratie
- 3 dwarsfluiten, 3 hobo’s, 3 klarinetten, 3 fagotten;
- 4 hoorns, 3 trompetten, 3 trombones, 1 tuba
- 1 stel pauken, 4 man / vrouw percussie waaronder gong, harp, celesta, piano
- violen, altviolen, celli, contrabassen

## Discografie
- Uitgave BIS Records: Malmö Symfoniorkester o.l.v. B Tommy Anderson; een opname uit februari 2002 in de Malmö Concertzaal.

## Bron
- de compact disc
- (S)MIC voor orkestratie